# Barzafalva

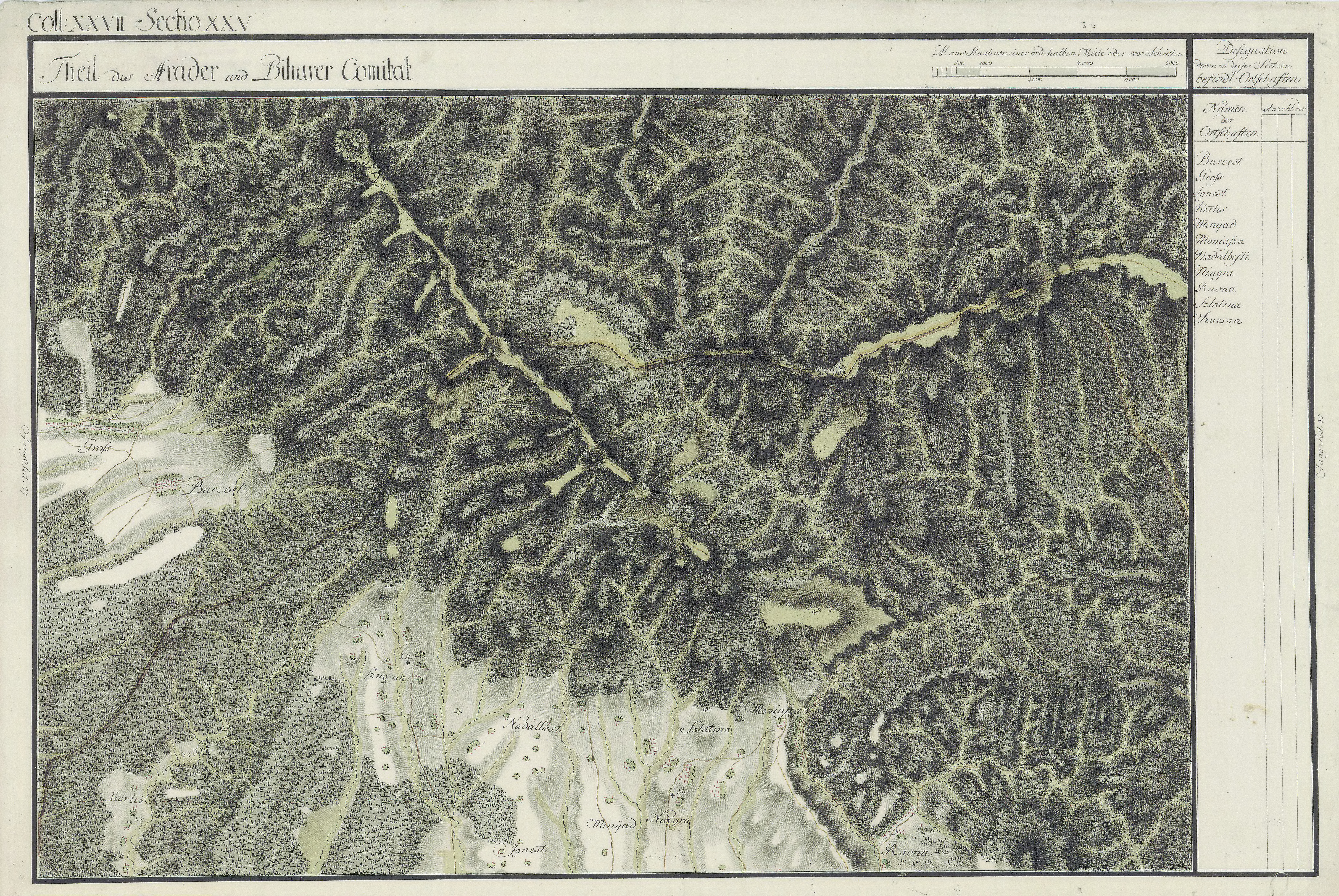
Barzafalva egy régi térképen

Barzafalva (Bârzești), település Romániában, a Partiumban, Arad megyében.

## Fekvése
A Béli-hegység alatt, Béltől és Bélárkostól keletre, Borossebestől északra fekvő település.

## Története
Nevét a telepítő Bărza / Bărzu román kenézről kapta. Barzafalva nevét 1580-ban említette először oklevél Barzofalva néven. 1808-ban Barzest, 1888-ban Barzesd, 1913-ban Barzafalva néven említették.
Barzafalva, Barzest a nagyváradi 1. sz. püspökség birtoka volt.

## Nevezetességek
- Görögkatolikus temploma 1790-ben épült.